# Bludenz (stacja kolejowa)
Bludenz (niem: Bahnhof Bludenz) – stacja kolejowa w Bludenz, w kraju związkowym Vorarlberg, w Austrii. Znajduje się na wysokości 558 m n.p.m., na Arlbergbahn, Montafonerbahn i Vorarlbergbahn.
Budynek dworca znajduje się na północno-wschodniej części śródmieścia. Po przeciwległej stronie znajduje się stacja rozrządowa.

## Linie kolejowe
- Arlbergbahn
- Montafonerbahn
- Vorarlbergbahn